# اشتباهات بهتر
اشتباهات بهتر (به انگلیسی: Better Mistakes) دومین آلبوم استودیویی از خوانندهٔ آمریکایی بی‌بی رکسا می‌باشد که در ۷ مهٔ سال ۲۰۲۱ از سوی وارنر رکوردز منتشر گردید. تراویس بارکر، تای دولا ساین، ترور دنیل، لیل اوزی ورت، دوجا کت، پینک سوئیتز، لانی و ریک راس به‌عنوان مهمان در این آلبوم حضور دارند. تک‌آهنگ‌های «عزیزم، من حسودم»، «فداکاری» و «خرابکاری» قبل از آلبوم منتشر شده بودند.